# Dallergröppa
Dallergröppa (Phlebia tremellosa) är en vedlevande svamp som växer på död ved av lövträd, främst björk. Någon gång kan den förekomma på död ved av barrträd, men det är sällsynt. 

## Beskrivning
Dallergröppa har en seg och geléartad utbredd fruktkropp som på ovansidan är ljust grårosa eller vit i färgen och fint luden. Dess kant är framåtböjd. Svampens hymenium är på den unga fruktkroppen vitt och slätt, men blir sedan mer nätådrigt och veckat och får en grågul till blekt rödgul färg. Dess sporer är något böjda, nästan korvlika, och har en storlek på 4-4,5 x 1-1,5 µm. Sporerna är släta och hyalina. Fruktkroppen kan ses från höst till vår. 

## Ekologi
Svampen är en saprofyt, då den lever på död ved.

## Utbredning
I Sverige förekommer dallergröppa främst i de södra och mellersta delarna av landet, i norr är den sällsynt.